# 拉隆日讷
拉隆日讷（法語：La Longine，法語發音：[la lɔ̃ʒin]）是法国上索恩省的一个市镇，属于吕尔区。

## 地理
拉隆日讷（47°53'1"N, 6°35'27"E）面积12.4 平方千米，位于法国勃艮第-弗朗什-孔泰大區上索恩省，该省份为法国东部内陆省份，北起顺时针与孚日省、贝尔福地区省、杜省、汝拉省、科多尔省和上马恩省接壤。
与拉隆日讷接壤的市镇（或旧市镇、城区）包括：拉蒙塔涅、阿蒙和埃夫勒内、勒瓦勒达若勒、拉罗西耶尔、圣布雷松、日尔蒙瓦勒达若勒。
拉隆日讷的时区为UTC+01:00、UTC+02:00（夏令时）。

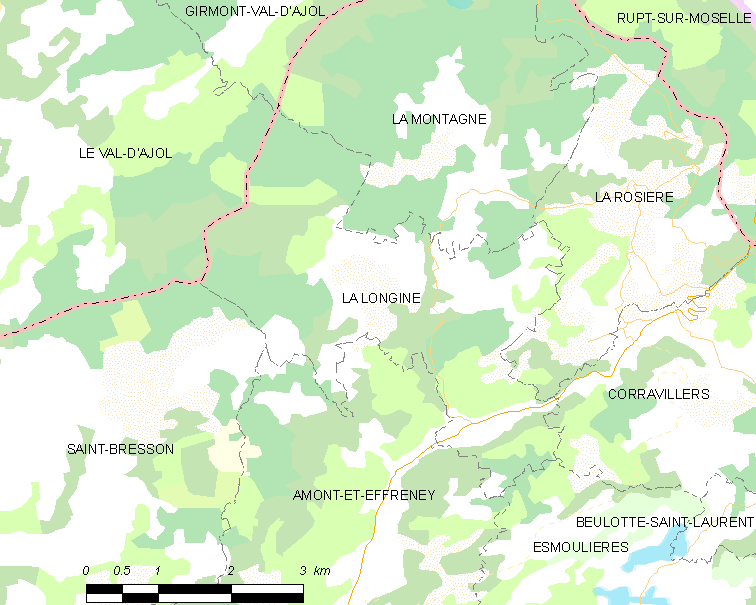
拉隆日讷的OSM定位图

## 行政
拉隆日讷的邮政编码为70310，INSEE市镇编码为70308。

## 政治
拉隆日讷所属的省级选区为梅利塞县。

## 人口

1962-2008年间拉隆日讷人口变化图示

拉隆日讷于2022年1月1日时的人口数量为196人。